# Доменіко Мікеле
Доменіко Мікеле (італ. Domenico Michele) — 35-й венеційський дож у 1117—1130 роках.

## Біографія
Онук дожа Вітале I Мікель, син Джованні Мікеле та Олени Бемпо, онуки дожа Оттона Орсеоло. Брав участь у військових кампаніях з підкорення далматійських міст у 1115 і 1117 роках. Після загибелі дожа Орделафо Фальєро обирається на його місце. Перш за все він поспішив завершити війну, яка, можливо, вже досягла своїх цілей, і завдяки своїм дипломатичним діям йому вдалося досягти перемир'я та отримати владу над Зарою, великими островами в затоці Кварнера та, можливо, іншими далматинськими містами. З цієї причини йому вдалося зберегти титул «дукса Хорватії». 1119 року відправив посольство на чолі із Андре Мікеле до візантійського імператора Іоанна II стосовно розширення привілеїв венеційських купців, оскільки перед тим суперники Венеції — Піза та Генуя — отримали у Візантії схожі на венеційські привілеї від 1081 року. Але імператор відхилив звернення дожа. При цьому дож скористався складнощами угорського короля Стефана II, віднявши в того підвладну Далмацію.
У 1120 році закликав усіх венеціанських громадян, які проживали у Візантійської імперії, повернутися до Венеції до Великодня (10 квітня) 1121 року. Таким чином він забезпечив більшу кількість чоловіків для розташування в Палестині, а також уникнув створення потенційних заручників у разі спалаху війни проти Візантії. 
У травні 1122 року він уклав угоду з містом Барі, яка гарантувала йому вільне плавання венеційського флоту біля Апулії. У серпні того ж року очолив венеційський флот зі 100 суден та близько 15 тис. вояків для кампанії у Палестині. Флот плавав під прапором Святого Петра, який папа римський надіслав дожеві. В цей час візантійський імператор скасував усі привілеї венеційцям. Взимку флот на чолі із дожем розпочав війну з візантійцям з облоги острова Корфу. Облогу було знято навесні, коли 1123 року надійшла звістка про те, що єрусалимський король Балдуїн II був захоплений Белек-Газі Артукідом. Венеціанський флот вийшов на захист Єрусалиму та 30 травня розбив фатімідський флот біля Яффи, облогу з якої було знято. Потім венеціанці висадилися в Акрі. Звідти дож вирушив до Єрусалиму, де було підписано Pactum Warmundi, що надавав Венеції привілейовані торгівельні поступки, податкові свободи та навіть часткове право власності на деякі міста в межах Єрусалимського королівства. У липні 1124 року венеційці допомогли захопити місто Тір, що підняло авторитет Доменіко Мікеле серед баронів Єрусалимського королівства, які запропонували йому корону. Проте дож відхилив пропозицію.
На зворотному шляху до Венеції флот розграбував Родос, напав на острови Хіос (тут захопив мощі Св. Ісидора, Самос, Андрос і Лесбос й зруйнував місто Модон на Пелопоннесі. У свою чергу імператор Іоанн II підбурив угорсько-хорватського короля Стефана II для нападу на Далмацію, але того невдовзі відволік заколот родича Алмоша. Доменіко Мікеле тріумфально повернувся до Венеції у червні 1125 року на свою шляху відвоював міста Спліт та Трогір, зруйнувавши Біоград-на-Мору. У 1126 році венеційський флот сплюндрував Іонічні острови, захопивши Кефалонію, звідки було вивезено мощі Св. Доната. Того ж року Іоанн II видав новий хрисовул, в якому визнав усі попередні права, надані венеційцям його батьком, і збільшив їх новими винятками та монополіями. 
У 1127 році дож відправив кілька кораблів для захисту мандрівників у Середземному морі. Між кінцем 1129 та початком 1130 року він зрікся посади та пішов до монастиря Сан-Джорджо-Маджоре, де помер і був невдовзі похований. Напис на його гробниці описує дожа не як релігійного хрестоносця, а радше як terror Graecorum... et laus Venetorum («Жах для греків... і похвала від венеційців»). 